# Cypripedium wardii
Cypripedium wardii é uma espécie de orquídea terrestre, família Orchidaceae, que habita o sudeste do Tibet, e Yunnan na China.